# Paullinia cupana

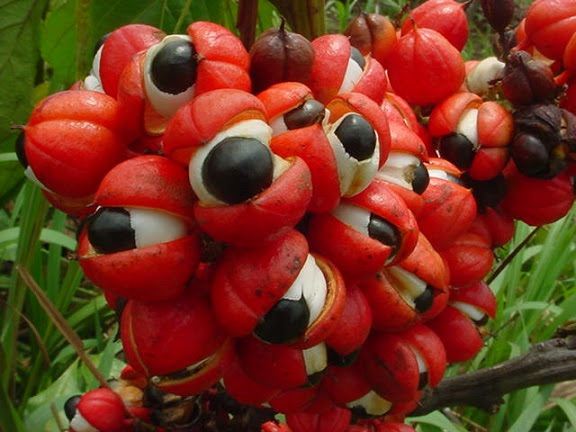
Guaraná.

La Paullinia cupana es un arbusto trepador de la familia Sapindaceae. Es originario de la Amazonia, encontrado en Bolivia, Paraguay, Perú, Argentina, Brasil, Ecuador, Colombia y Venezuela.
Su fruto, el guaraná, es rico en vitaminas y estimulantes como la cafeína por lo que es utilizado para consumos, principalmente como bebida.

## Descripción
Los frutos tienen cáscara amarilla, roja o anaranjada y cuando maduran deja ver la pulpa blanca y su semillas, de manera que parecen ojos. Las semillas contienen una substancia idéntica a la cafeína a veces llamada guaranina, y otros estimulantes.
El fruto de guaraná es esférico, negruzco y algo brillante, es una cápsula dehiscente de 3 valvas, en cuyo interior hay sólo una semilla, la cápsula una vez alcanzada su madurez completa, se abre parcialmente dejando al descubierto la semilla. 
Debido a su propiedad estimulante, es usada para la fabricación de jarabes, barras, polvos y gaseosas. En el Brasil es cultivado en los estados de Amazonas y Bahía.
El guaraná juega un importante rol en la cultura de los tupí guaraní brasileños. El nombre guaraná es un derivado de la palabra "wara'ná" que en tupí-guaraní significa "fruta como los ojos de las personas". Estas tribus creen que la fruta es mágica para la cura de enfermedades del intestino y un modo de recuperar la fuerza. También creen en el mito del "niño divino", que fue asesinado por una serpiente y sus ojos dieron vida a esta planta. [cita requerida]
En la región próxima al municipio de Maués, donde es cultivada, los indios de la nación saterê-mawé tienen leyendas sobre el origen de la planta.

## Usos
Tradicionalmente, una vez recolectados los frutos, las semillas se separan y almacenan hasta la fermentación del arilo, que luego es extraído. En seguida son tostadas y se les quita el tegumento, para hacer un polvo fino de las semillas. Los indígenas dicen que este polvo puede curar muchas enfermedades. El guaraná es usado como ingrediente en algunas gaseosas y bebidas energizantes. También se emplea como suplemento dietario para promover la salud y la pérdida de peso. Los indígenas de la selva tropical amazónica utilizan la semilla machacada del guaraná como una bebida y como medicina. El guaraná se usa para tratar diarrea, disminuir fatiga, reducir el hambre, y para ayuda en la artritis. También tiene una historia de uso en resacas por abuso del alcohol y los dolores de cabeza relacionados con la menstruación. Las semillas tostadas son la base de una bebida refrescante y energética. Se empleó con esclavos y porteadores.[cita requerida]

### Bebidas
Además de otros compuestos químicos, la planta de guaraná tiene cafeína (a veces llamada "guaranina"), teofilina y teobromina. Los extractos jugosos del guaraná son estimulantes del sistema nervioso central por su contenido cafeínico. Los fabricantes de bebidas energizantes suelen agregar cafeína sintética o cafeína natural derivada de la descafeinización.
El Brasil produce diferentes tipos de gaseosas con extractos de guaraná que no contienen cafeína agregada. Cada una se diferencia enormemente en su sabor; algunos con un pequeño sabor natural a fruta de guaraná. En el Brasil, las ventas de bebidas de guaraná son mayores incluso que las de gaseosas de cola. Son por lo general gaseosas y dulces, con un gusto muy frutal. La mayoría de las bebidas de guaraná son producidas en el Brasil y consumidas allí o en países cercanos. Paraguay también cuenta con una gran variedad de marcas nacionales de muy buena calidad. Las principales marcas paraguayas son Pulp, Maxi, De La Costa y Niko. Las principales marcas brasileñas son Guaraná Antarctica, Guaraná Schin (de Schincariol), Guaraná Brahma (de AmBev), Kuat y Guaraná Jesus, una marca local brasileña que lleva el nombre del farmacéutico que la formuló. Muchos productores locales también crean bebidas pero no para su exportación. Perú cuenta con la marca Guaraná Backus y la gaseosa PerúCola sabor guaraná. En México en el 2001 The Coca Cola Company introdujo una bebida con este fruto llamada Senzao, actualmente la bebida ha disminuido en la mayoría de la república mexicana y sólo es posible encontrarla en algunos estados. En Bolivia se produce y comercializa con gran éxito la marca "Simba", línea de gaseosas frutales de The Coca Cola Company, que entre ellas se destaca la sabor guaraná.

### Pérdida de peso y suplementos de salud

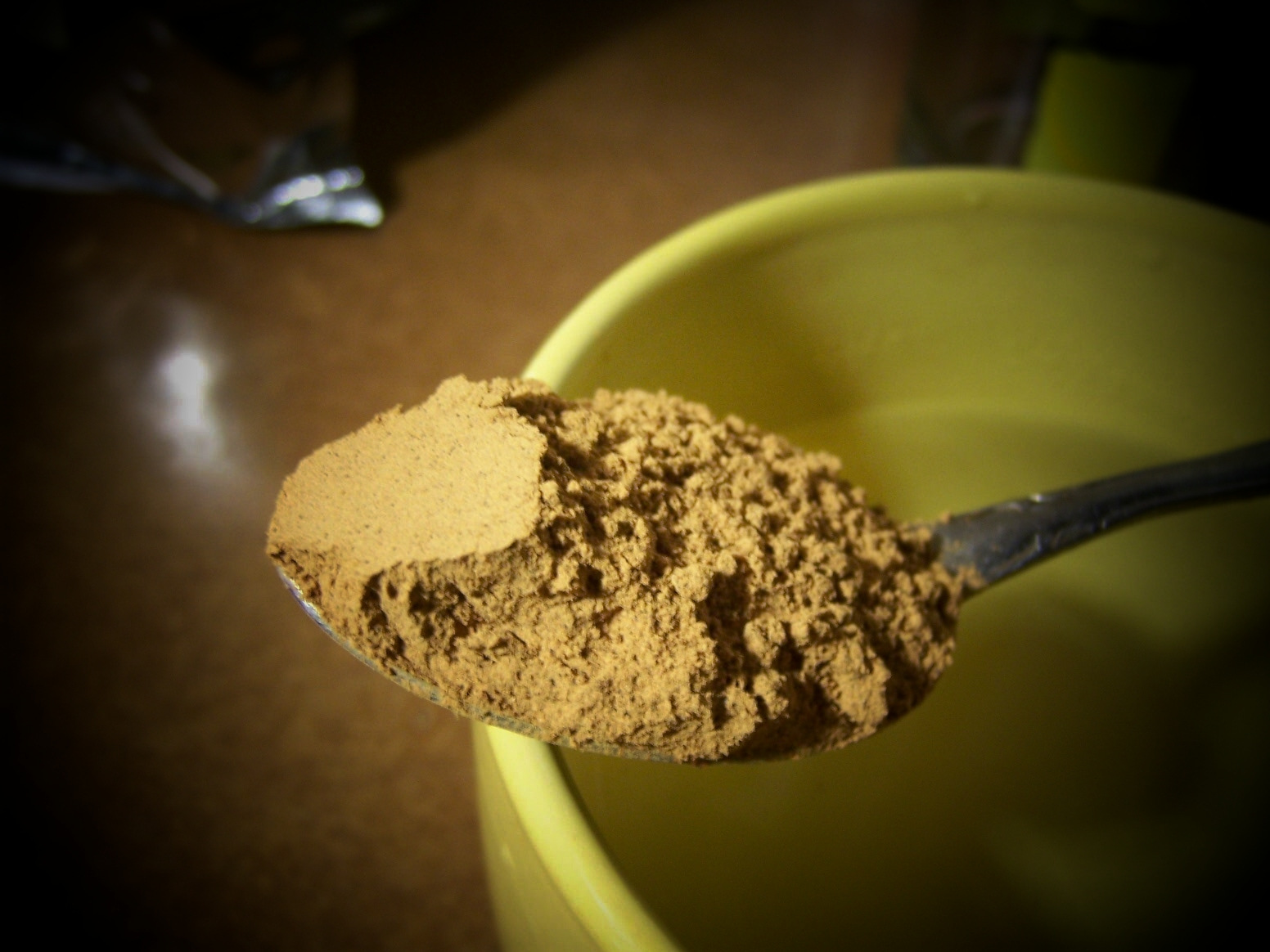
Polvo de semillas de Guaraná.

Los estudios con vitaminas muestran beneficios en las funciones cognitivas. No han sido evaluadas por la Administración de Drogas y Alimentos (FDA) u otras agencias gubernamentales similares. En los Estados Unidos, el guaraná tiene un estatus de GRAS, por ejemplo generalmente conceptuada como segura y debe etiquetarse como no usado para diagnosticar, tratar, curar o prevenir ninguna enfermedad.
El Journal of Human Nutrition and Dietetics publicó en junio de 2001 un estudio que muestra la pérdida de peso en promedio de 5 kg en un grupo que bebió una mezcla de yerba mate, guaraná y damiana, comparado con un promedio de 0,5 kg de pérdida en un grupo placebo después de 45 días.

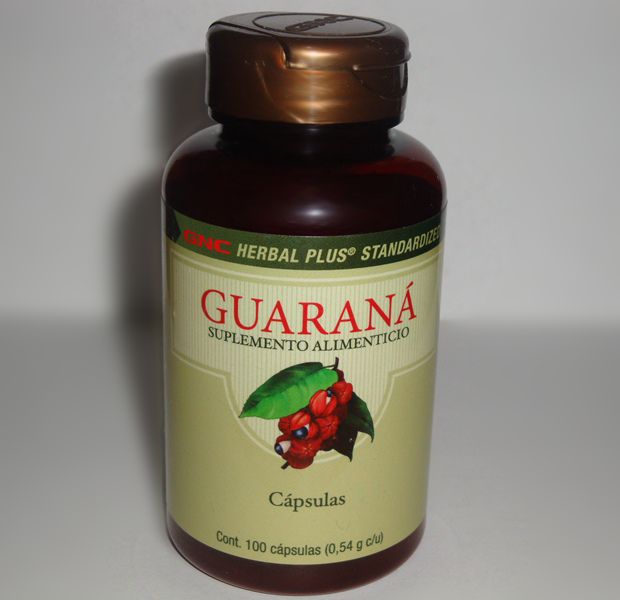
Suplemento de extracto de Guaraná

Un estudio universitario en Brasil sobre el extracto de guaraná mostró una disminución del 37 por ciento en la formación de tromboxano desde el ácido araquidónico. Esta conclusión es significativa para reducir los ataques de corazón; ya que el exceso de formación de tromboxano puede desarrollar una falla arterial, dando como resultado un ataque cardíaco o daño isquémico.
En 1997 un estudio aparte sobre los efectos del guaraná en actividades físicas de las ratas mostró un incremento en la retención de memoria y un mejor rendimiento físico comparado con un placebo.
Otros estudios muestran sus propiedades antioxidantes, antisépticas y reductoras de las células grasas (cuando se combina con Ácido linoleico conjugado).
Si bien, los efectos colaterales son raros en el guaraná, Drugs.com recomienda: "Considerando el uso de suplementos herbarios, es aconsejable la consulta con un profesional de asistencia médica. Además, la consulta con un médico entrenado en uso de hierbas y suplementos para la salud puede ser beneficioso y la coordinación del tratamiento entre todos los asistentes médicos puede ser ventajosa". Drugs.com además advierte no mezclar el guaraná con la efedrina.

## Proceso de industrialización de la bebida
El procesamiento del jarabe de la fruta se inició en el Brasil en 1905 por Luiz Pereira Barreto, un médico de la ciudad de Resende, en Río de Janeiro. En 1906 es lanzado por la F. Diefenthaller, una fábrica de gaseosas en Santa María, Río Grande del Sur, que producía el Guaraná Cyrilla. En 1921 se lanza al mercado Guaraná Champagne Antarctica, producida por la compañía homónima.
En Serbia y otros países del este europeo, se fabrica una bebida energizante a base de guaraná, comercializada con este nombre; pero en vez de ser una gaseosa, tiene un sabor agrio y efecto cardioacelerador. Con tal efecto, se ha encontrado que el consumo del guaraná casi al natural, produce ciertas reacciones placenteras en el ser humano, sin presentar daño alguno, como lo son, erecciones prolongadas por un determinado tiempo, sensación de éxtasis, de ligerez, entre otras.

## Taxonomía
Paullinia cupana fue descrita por Carl Sigismund Kunth y publicado en Nova Genera et Species Plantarum (quarto ed.) 5: 117. 1821.
Etimología
- Paullinia: nombre genérico que fue nombrado por Carlos Linneo en honor de Simon Pauli der Jüngere (1603-1680), un médico y botánico alemán quien descubrió la planta.[11]
- cupana: epíteto

Sinonimia
- Paullinia sorbilis Mart.[12]